# Sam Clucas
Samuel « Sam » Raymond Clucas, né le 25 septembre 1990 à Lincoln, est un footballeur anglais qui évolue au poste de milieu de terrain.

## Biographie
Il inscrit treize buts toutes compétitions confondues lors de la saison 2013-2014, puis douze buts toutes compétitions confondues en 2014-2015.
Le 27 juillet 2015, il rejoint le club d'Hull City. Il prend part à 96 matchs et inscrit 9 buts en l'espace de deux saisons avec les Tigers.
Le 23 août 2017, Clucas signe un contrat de quatre ans avec Swansea City. Il ne reste qu'une saison au club gallois, durant laquelle il inscrit trois buts en trente-six matchs toutes compétitions confondues.
Le 9 août 2018, il signe un contrat de quatre ans avec Stoke City.

## Jeunesse et vie personnelle
Né à Lincoln, dans le Lincolnshire, Clucas a fréquenté le lycée catholique Saint Peter and Saint Paul. Avant de signer un contrat professionnel de football avec Lincoln City, il a travaillé à temps partiel dans un café situé dans un magasin Debenhams.

## Carrière

### Débuts
Clucas a commencé sa carrière à Leicester City, intégrant leur académie à l'âge de 10 ans, et la quittant à 16 ans, après qu'on lui ait dit qu'il était trop petit,. Après son départ de Leicester City, il a eu une brève période de jeu avec Nettleham dans la Central Midlands Football League à la fin de la saison 2008-2009. Il a ensuite étudié le développement sportif au Lincoln College,.

### Lincoln City
Il s'est vu proposer une bourse de football aux États-Unis avant de signer pour Lincoln City au début de la saison 2009-2010, après une période d'essai réussie avec le club de sa ville natale, impressionnant l'entraîneur Peter Jackson, qui l'a décrit comme une «véritable trouvaille»,. Lors de son essai avec le club, il a participé à la finale de la Lincolnshire Senior Cup, perdue face à Scunthorpe United. Il a fait ses débuts professionnels le 1er septembre pour Lincoln City lors de leur défaite 1-0 à domicile contre Darlington en Football League Trophy, avant d'être remplacé par Chris Fagan à la 63e minute en tant que remplaçant. Fin décembre 2009, l'entraîneur Chris Sutton a annoncé que Clucas serait l'un des trois joueurs mis sur la liste des transferts. En mars 2010, un prêt proposé à Lincoln Moorlands Railway est tombé à l'eau, car les règles de la Northern Counties East League empêchaient les clubs membres de recruter des joueurs sous contrat avec l'English Football League sous forme de prêts à court terme. Clucas a été libéré par Lincoln City à l'été 2010.

### Jerez Industrial
En août 2010, après avoir réussi ses essais à Bisham Abbey, il a obtenu une bourse de deux ans à la Glenn Hoddle Academy, ce qui lui a également permis de jouer pour le club espagnol de Tercera División (quatrième division) Jerez Industrial. Il a disputé 20 matchs pour Jerez avant de retourner en Angleterre.

### Hereford United
Clucas a signé pour Hereford United en novembre 2011 après une période d'essai. Clucas a disputé 18 matchs pour Hereford lors de la saison 2011-2012, alors que le club était relégué en Conference Premier. Clucas est resté à Hereford pour la saison 2012-2013, au cours de laquelle il a marqué neuf buts en 47 apparitions, alors que les Bulls terminaient à la 7e place[réf. nécessaire].

### Mansfield Town

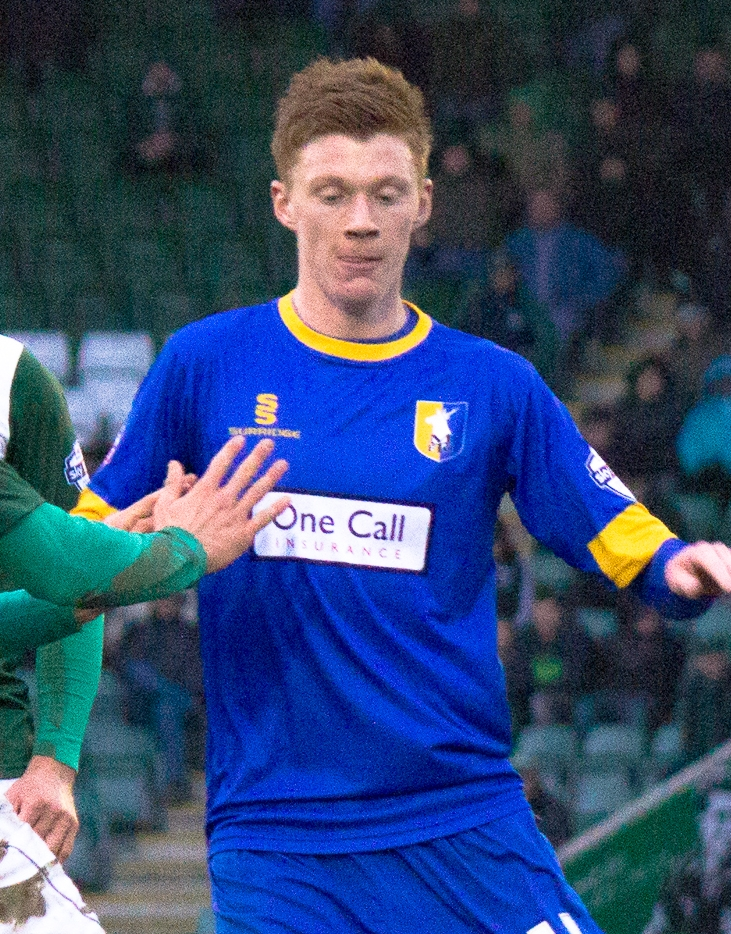
Clucas jouant pour Mansfield Town en 2014

Le 21 juin 2013, Clucas a signé un contrat de deux ans avec Mansfield Town pour un montant de 20 000 £ plus une clause de revente de 15 %, décidée par un tribunal. Il avait refusé une offre de Crewe Alexandra et avait choisi de signer pour Mansfield, car c'était plus proche de son domicile à Lincoln. Clucas a bien commencé sa carrière avec les Stags, marquant cinq buts en six matchs et quatre buts lors d'une victoire 8-1 contre St. Albans City en FA Cup. Il a marqué un total de 13 buts lors de la saison 2013-2014, aidant Mansfield à se maintenir à une position médiane de 11e[réf. nécessaire]. Tout au long de l'été 2014, Clucas a exprimé son désir de quitter Mansfield et de jouer en League One.

### Chesterfield
Le 1er septembre 2014, dernier jour du mercato estival, le club de League One Chesterfield a signé Clucas pour un contrat de trois ans jusqu'en juin 2017, pour un montant non divulgué. Sous la direction de Paul Cook, Clucas a joué un rôle clé lors de la saison 2014-2015 de Chesterfield, marquant 12 buts en 49 matchs alors que l'équipe atteignait les play-offs de League One, où elle a été battue par Preston North End.

### Hull City

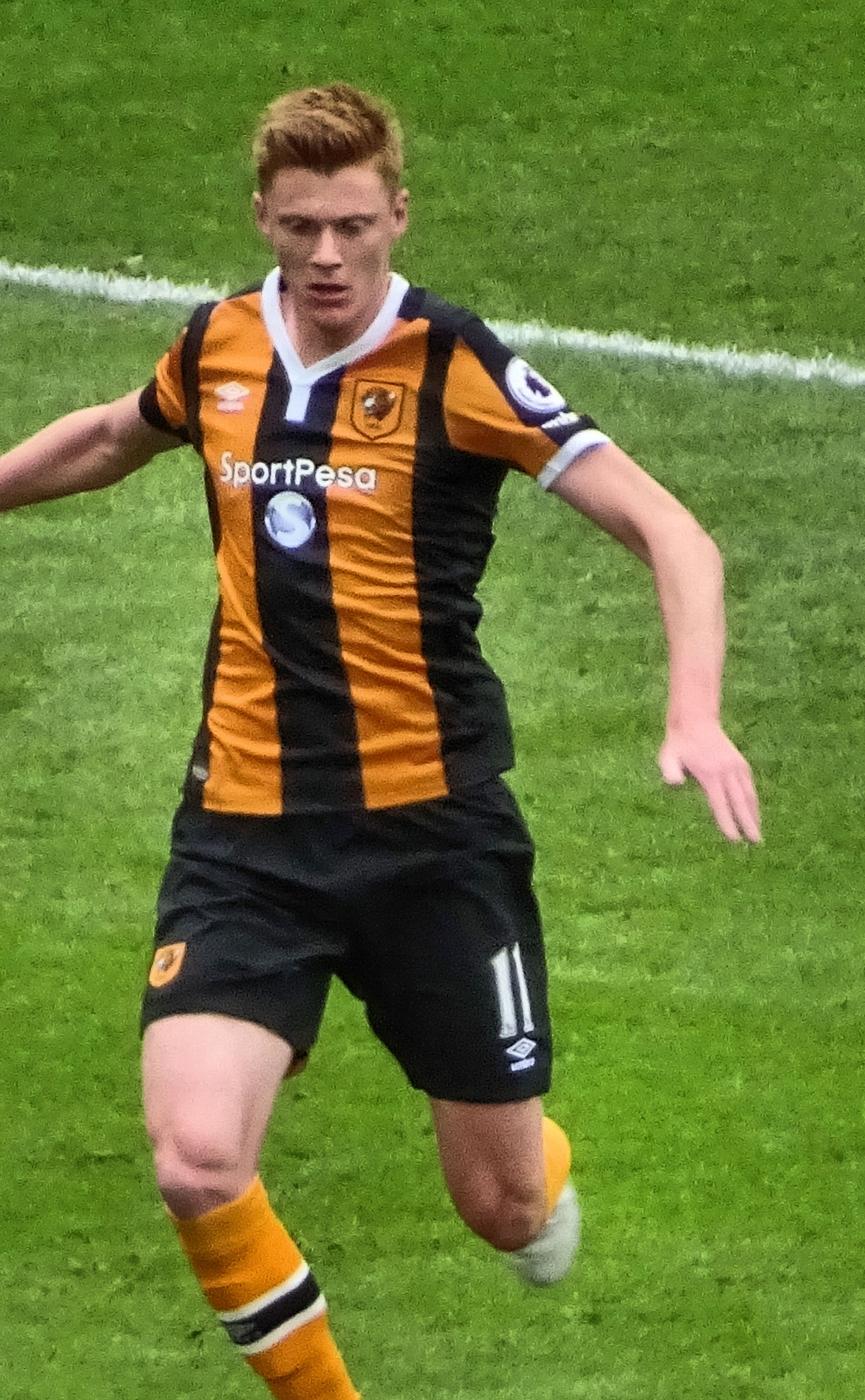
Clucas jouant pour Hull City en 2016

Le 27 juillet 2015, Clucas a signé un contrat de trois ans avec le club de Championship Hull City pour un montant non divulgué, estimé à environ 1,3 million de livres sterling. Clucas a fait ses débuts officiels pour Hull contre Huddersfield Town lors du premier jour de la saison 2015-2016, marquant le premier but du match. Clucas a joué 52 fois alors que les Tigers obtenaient un retour immédiat en Premier League avec une victoire 1-0 contre Sheffield Wednesday en finale des play-offs de Championship.
Le 13 août 2016, Clucas a fait ses débuts en Premier League, décrits comme «exceptionnels», contre Leicester City, et quatre jours plus tard, Clucas a signé un nouveau contrat de trois ans avec le club. Il a marqué pour Hull lors du match retour à Leicester en mars 2017. C'était la cinquième saison consécutive où il marquait un but, dans une cinquième division différente, et dans un ordre ascendant — la Football Conference en 2012-2013, la League Two en 2013-2014, la League One en 2014-2015, la Championship en 2015-2016, puis la Premier League en 2016-2017. Hull a été relégué en Championship après une défaite 4-0 contre Crystal Palace le 14 mai 2017.

### Swansea City
Le 23 août 2017, Clucas a signé un contrat de quatre ans avec le club de Premier League Swansea City pour un montant non divulgué. Clucas a fait ses débuts avec Swansea lors d'une victoire 2-0 contre Crystal Palace le 26 août 2017. Il a marqué trois buts pour Swansea, tous contre Arsenal, une fois lors d'une défaite 2-1 à l'Emirates, et deux fois lors d'une victoire 3-1 au Liberty Stadium fin janvier. Swansea a connu des difficultés tout au long de la saison 2017-2018, avec Paul Clement mécontent du recrutement des joueurs, ce qui a déséquilibré son effectif. Clement a été remplacé par Carlos Carvalhal en décembre 2017, et ce dernier a déclaré qu'il était surpris d'apprendre que Clucas avait eu des difficultés à trouver sa forme au club. Clucas a subi une blessure au genou vers la fin de la saison, nécessitant une opération. Les Swans ont été relégués en Championship après une défaite 2-1 contre Stoke lors du dernier jour.

### Stoke City
Clucas a rejoint Stoke City le 9 août 2018 pour un montant de 6 millions de livres sterling. Clucas a manqué les trois premiers mois de la saison 2018-2019 en raison d'une lente récupération après une opération du genou, faisant finalement ses débuts contre Nottingham Forest le 10 novembre 2018,. Il a marqué son premier but pour Stoke lors d'une victoire 2-1 contre Derby County le 28 novembre 2018. Clucas a joué 28 fois pour Stoke en 2018-2019, marquant trois buts alors que Stoke terminait à la 16e place[réf. nécessaire]. Clucas a été vivement critiqué par les supporters après un carton rouge inutile contre Queens Park Rangers le 9 mars 2019.
Clucas a marqué lors du premier jour de la saison 2019-2020 lors d'une défaite 2-1 contre Queens Park Rangers. Stoke a commencé la saison en mauvaise forme, ne remportant aucun des dix premiers matchs et se retrouvant en bas du classement en octobre. Michael O'Neill a été nommé nouveau manager en novembre, et Clucas a marqué deux fois lors de son premier match sous ses ordres lors d'une victoire 4-2 à Barnsley, avec son premier but marqué depuis la ligne médiane. Il a de nouveau marqué contre Swansea le 25 janvier 2020, et en réponse aux insultes des supporters de Swansea, il a parcouru toute la longueur du terrain pour célébrer devant eux. Clucas a marqué deux fois lors d'une victoire 5-1 contre les rivaux de relégation Hull City le 7 mars 2020. La saison a ensuite été suspendue jusqu'en juin en raison de la pandémie de COVID-19. Il a marqué un but crucial contre Birmingham City le 12 juillet 2020, alors que Stoke évitait la relégation et terminait à la 15e place. . Clucas a eu des problèmes de blessures lors de la saison 2020-2021, ne jouant que 26 matchs et subissant une opération pour une double hernie en février 2021,.
Clucas a signé une prolongation de contrat de deux ans avec Stoke en juillet 2021. Clucas a connu une saison 2021-2022 irrégulière, luttant contre les blessures et la forme, ce qui l'a limité à 29 apparitions dont 18 titularisations,. Les blessures ont continué à entraver son temps de jeu en 2022-2023, et il a été libéré à la fin de la saison.

### Rotherham United
Clucas a rejoint Rotherham United le 15 septembre 2023 avec un contrat jusqu'à la fin de la saison 2023-2024. Le 7 mai 2024, après la relégation du club, Rotherham a annoncé que le joueur serait libéré à l'été après l'expiration de son contrat.

### Oldham Athletic
Le 31 octobre 2024, Clucas a rejoint le club de National League Oldham Athletic. Il a fait ses débuts pour Oldham le 2 novembre 2024 lors d'une victoire 2-1 à Tranmere Rovers en FA Cup, où Cl